# Sulamajärvi
Sulamajärvi är en sjö i kommunen Jockas i landskapet Södra Savolax i Finland. Sjön ligger 98,2 meter över havet. Arean är 98 hektar och strandlinjen är 12,24 kilometer lång. Sjön  ingår i Vuoksens huvudavrinningsområde.   Den ligger omkring 23 kilometer öster om S:t Michel och omkring 230 kilometer nordöst om Helsingfors. 
I sjön finns ön Sulamasaari. 